# Kertészsziget
Kérteszsziget es un pueblo en el condado de Békés, en la región de la Gran Llanura del Sur del sureste de Hungría.

## Geografía
Tiene una superficie de 39,15 kilómetros cuadrados y tiene una población de 302 personas (2024).